# 平等乡 (峨边县)
平等乡，是中华人民共和国四川省乐山市峨边彝族自治县下辖的一个乡镇级行政单位。

## 行政区划
平等乡下辖以下地区：
观慈村、光明村、高岩村、清溪村、战斗村和和平村。